# Seznam hradišť v Libereckém kraji
Seznam hradišť v Libereckém kraji obsahuje pravěká a raně středověká hradiště na území Libereckého kraje včetně nepotvrzených objektů a objektů s nejistou lokalizací. Přestože přehled obsahuje osídlení lokality v různých obdobích pravěku a v raném středověku, neznamená to, že dané hradiště existovalo ve všech uvedených dobách.
| Název     | Obrázek | Kategorie Commons                                | Lokalita             | Doba osídlení lokality / poznámka             | Souřadnice                       |
| --------- | ------- | ------------------------------------------------ | -------------------- | --------------------------------------------- | -------------------------------- |
| Andělka   |         | Název kategorie na Wikimedia Commons nebyl zadán | Andělka              | doba hradištní                                | 50°59′22″ s. š., 15°0′13″ v. d.  |
| Dražejov  |         | Název kategorie na Wikimedia Commons nebyl zadán | Dražejov             | nejisté hradiště                              | 50°30′25″ s. š., 14°31′45″ v. d. |
| Dřevčice  |         | Kategorie „Chudý hrádek“ na Wikimedia Commons    | Dřevčice             | nedatované nejisté hradiště                   | 50°35′20″ s. š., 14°30′28″ v. d. |
| Raspenava |         | Název kategorie na Wikimedia Commons nebyl zadán | Raspenava            | pravěk                                        | 50°54′48″ s. š., 15°9′21″ v. d.  |
| Karlovice |         | Název kategorie na Wikimedia Commons nebyl zadán | Karlovice            | mladší doba bronzová a pozdní doba halštatská | 50°33′16″ s. š., 15°10′33″ v. d. |
| Na Kopci  |         | Název kategorie na Wikimedia Commons nebyl zadán | Lomnice nad Popelkou | nedatované hradiště                           | 50°31′25″ s. š., 15°21′ v. d.    |
| Semín     |         | Název kategorie na Wikimedia Commons nebyl zadán | Troskovice           | nejisté hradiště                              | 50°30′34″ s. š., 15°11′37″ v. d. |
| Sloup     |         | Kategorie „Sloup Castle“ na Wikimedia Commons    | Sloup v Čechách      | doba bronzová, halštatská a laténská          | 50°44′10″ s. š., 14°34′51″ v. d. |